# RESTful Provisioning Protocol
Het RESTful Provisioning Protocol (RPP) is een voorgestelde reeks IETF-specificaties voor een modern, web-native protocol voor het beheren van domeinnamen, hosts en contactpersonen via HTTPS en JSON. Het is ontworpen als een RESTful alternatief voor het op XML gebaseerde Extensible Provisioning Protocol (EPP), en maakt gebruik van gangbare webtools zoals OpenAPI, API-gateways en RESTful-principes om schaalbaarheid en integratie te verbeteren.

## Geschiedenis
- November 2023: Het RPP-concept wordt geïntroduceerd tijdens IETF 118 in Praag, aanvankelijk gepresenteerd aan de REGEXT-werkgroep.
- September 2024: BOF-voorstel goedgekeurd.
- Februari 2025: De IESG keurt het RPP-charter formeel goed; de werkgroep wordt officieel opgericht.
- Maart 2025: Eerste werkgroepbijeenkomst en hackathon tijdens IETF 122 in Bangkok.

## Trivia
Het concept ontstond in 2012 onder de naam "RESTful EPP (REPP)", in een conceptversie opgesteld door SIDN.